# Вальдман, Эльмар-Антс Карлович
Эльмар-Антс Карлович Вальдман (29 июня 1928 — 29 августа 2005) — советский эстонский учёный в области физиологии сельскохозяйственных животных, академик ВАСХНИЛ (1983).

## Биография
Родился 29 июня 1928 года в Таллине.
Окончил ветеринарный факультет Тартуского университета (1952) и аспирантуру ленинградского Института физиологии (1953-1956).
Младший научный сотрудник, старший научный сотрудник, заместитель директора (1965-1976), директор (1976-1994) Эстонского научно-исследовательского института животноводства и ветеринарии имени А. Мельдера.
Диссертации:
- кандидатская (1959): «Изучение рефлекса молокоотдачи при машинной дойке»
- докторская (1969): «Моторная функция вымени коров при машинном доении».

## Признание
- Доктор сельскохозяйственных наук
- профессор, академик ВАСХНИЛ (1983, член-корреспондент с 1978).
- Заслуженный деятель науки Эстонской ССР.
- Лауреат Государственной премии СССР 1975 года (в составе коллектива) — за разработку и внедрение прогрессивной технологии в мясном и молочном животноводстве на примере ЭССР.

Лауреат Государственной премии Эстонской ССР (1985).
- орден «Знак Почёта» (1988 — за заслуги в развитии сельскохозяйственной науки).

## Сочинения
- Физиология машинного доения коров [Текст] / Э. -А. К. Вальдман. — М. : Колос, 1977. — 191 с. : ил ; 21. — 25000 экз.